# 新関公子
新関 公子（にいぜき きみこ、1940年10月10日 - ）は、日本の美術史学者、東京藝術大学名誉教授。

## 略歴
1940年新潟県長岡市生まれ。1959年新潟県立柏崎高等学校卒業。1963年東京芸術大学美術学部芸術学科卒業。1965年同大学院修士課程修了、東京芸大付属芸術資料館（現東京芸術大学美術館）に勤務（-1974年）。
1968年フランス政府給費留学生としてエコール・デュ・ルーヴルで博物館学研修を受ける。1982-1987年横浜市美術館開設準備室勤務。2002年東京芸大美術館教授、2008年退任、名誉教授。2012年『ゴッホ 契約の兄弟』で吉田秀和賞受賞。

## 著書
- 『「漱石の美術愛」推理ノート』平凡社　1998
- 『セザンヌとゾラ その芸術と友情』ブリュッケ 2000
- 『森鷗外と原田直次郎 ミュンヘンに芽生えた友情の行方』東京藝術大学出版会 2008
- 『ゴッホ 契約の兄弟 フィンセントとテオ・ファン・ゴッホ』ブリュッケ 2011
- 『根源芸術家 良寛』春秋社 2016
- 『歌麿の生涯　写楽を秘めて』展望社 2019
- 『東京美術学校物語』岩波新書 2025.3

監修
- 『イメージとテキスト 美術史を学ぶための13章』ブリュッケ 2007。稲本万里子・池上英洋編

### 翻訳
- 『ダリ』エリック・シェーンズ、岩波書店「岩波世界の巨匠」1992
- 『クリムト』フランソワーズ・デュクロ、岩波書店「岩波世界の巨匠」1994
- 『エルンスト』イアン・ターピン、西村書店「アート・ライブラリー」1994、新版2012
- 『シュルレアリスムの絵画』サイモン・ウィルソン、西村書店「アート・ライブラリー」1997

## 参考
- 紀伊国屋書店